# Vifolka tingslag
Vifolka tingslag var ett tingslag i Östergötlands län och från 1850 i Vifolka, Valkebo och Gullbergs domsaga. Det bildades 1680 och upplöstes 1 januari 1924 då dess verksamhet överfördes till Mjölby domsagas tingslag.

## Ingående områden
Tingslaget omfattade Vifolka härad.